# Casa de Lancaster
La Casa de Lancaster va ser una branca de la casa reial anglesa dels Plantagenet, a la qual van pertànyer tres reis d'Anglaterra durant el segle xv. El nom de la casa era degut al fet que tots els seus membres descendien de Joan de Gant, el 1r duc de Lancaster i tercer fill del rei Eduard III. El símbol de la casa era una rosa roja.

## Història
El primer rei de la nissaga va ser Enric Bolingbroke, fill de Joan de Gant, que es rebel·là contra Ricard II i el deposà. Enric es feu coronar com a Enric IV passant per davant de l'hereu aparent de la corona, Edmund Mortimer, de tan sols 7 anys.
Enric IV fou succeït pel seu fill Enric V, un rei guerrer que va reforçar la seva casa al tron d'Anglaterra i guanyà prestigi amb repetides conquestes en territori francès. El següent rei, però, fou Enric VI, un rei feble que patia alienacions mentals. La creixent impopularitat i els atacs de bogeria que patia el rei, així com el malestar per les derrotes a França, van moure a la casa rival de York a presentar la seva pròpia candidatura al tron. Les dues cases s'enfrontaren en una guerra civil que s'anomenaria la Guerra de les Dues Roses (l'emblema dels York era una rosa blanca).
Els Lancaster es van extingir a la Batalla de Tewkesbury el 1471, lluitant contra els York. Però la Casa de Tudor, que derrotà els York a la batalla de Bosworth i governà Anglaterra del 1485 al 1603, descendia dels Lancasters a través de Margarida Beaufort, la besneta de Joan de Gant, que es va casar amb el comte de Richmond Edmund Tudor i que fou la mare d'Enric VII d'Anglaterra.

## Arbre genealògic dels Plantagenet
|  |  |        |        |        |        |                  |                  |                  |                  |                  |                  | Eduard III |           |           |           |  |  |                    |                    |                    |                    |                    |                    |  |  |              |              |                  |                  |                  |                  |                  |                  |                   |                   |                   |                   |                   |                   |                   |                   |                      |                      |                      |                      |                      |                      |                      |                      |  |  |  |  |  |  |  |  |  |  |  |  |  |  |  |  |  |  |  |  |  |  |  |  |  |  |  |  |  |  |  |  |  |  |
|  |  |        |        |        |        |                  |                  |                  |                  |                  |                  |            |           |           |           |  |  |                    |                    |                    |                    |                    |                    |  |  |              |              |                  |                  |                  |                  |                  |                  |                   |                   |                   |                   |                   |                   |                   |                   |                      |                      |                      |                      |                      |                      |                      |                      |  |  |  |  |  |  |  |  |  |  |  |  |  |  |  |  |  |  |  |  |  |  |  |  |  |  |  |  |  |  |  |  |  |  |
|  |  |        |        |        |        |                  |                  |                  |                  |                  |                  |            |           |           |           |  |  |                    |                    |                    |                    |                    |                    |  |  |              |              |                  |                  |                  |                  |                  |                  |                   |                   |                   |                   |                   |                   |                   |                   |                      |                      |                      |                      |                      |                      |                      |                      |  |  |  |  |  |  |  |  |  |  |  |  |  |  |  |  |  |  |  |  |  |  |  |  |  |  |  |  |  |  |  |  |  |  |
|  |  |        |        |        |        | Eduard de Woods. | Eduard de Woods. | Eduard de Woods. | Eduard de Woods. | Eduard de Woods. | Eduard de Woods. |            |           |           |           |  |  | Lionel d'Anvers    | Lionel d'Anvers    | Lionel d'Anvers    | Lionel d'Anvers    | Lionel d'Anvers    | Lionel d'Anvers    |  |  | Joan de Gant | Joan de Gant | Joan de Gant     | Joan de Gant     | Joan de Gant     | Joan de Gant     |                  |                  |                   |                   |                   |                   | Edmund de Langley | Edmund de Langley | Edmund de Langley | Edmund de Langley | Edmund de Langley    | Edmund de Langley    |                      |                      |                      |                      |                      |                      |  |  |  |  |  |  |  |  |  |  |  |  |  |  |  |  |  |  |  |  |  |  |  |  |  |  |  |  |  |  |  |  |  |  |
|  |  |        |        |        |        | Eduard de Woods. | Eduard de Woods. | Eduard de Woods. | Eduard de Woods. | Eduard de Woods. | Eduard de Woods. |            |           |           |           |  |  | Lionel d'Anvers    | Lionel d'Anvers    | Lionel d'Anvers    | Lionel d'Anvers    | Lionel d'Anvers    | Lionel d'Anvers    |  |  | Joan de Gant | Joan de Gant | Joan de Gant     | Joan de Gant     | Joan de Gant     | Joan de Gant     |                  |                  |                   |                   |                   |                   | Edmund de Langley | Edmund de Langley | Edmund de Langley | Edmund de Langley | Edmund de Langley    | Edmund de Langley    |                      |                      |                      |                      |                      |                      |  |  |  |  |  |  |  |  |  |  |  |  |  |  |  |  |  |  |  |  |  |  |  |  |  |  |  |  |  |  |  |  |  |  |
|  |  |        |        |        |        |                  |                  |                  |                  |                  |                  |            |           |           |           |  |  |                    |                    |                    |                    |                    |                    |  |  |              |              |                  |                  |                  |                  |                  |                  |                   |                   |                   |                   |                   |                   |                   |                   |                      |                      |                      |                      |                      |                      |                      |                      |  |  |  |  |  |  |  |  |  |  |  |  |  |  |  |  |  |  |  |  |  |  |  |  |  |  |  |  |  |  |  |  |  |  |
|  |  | Eduard | Eduard | Eduard | Eduard | Eduard           | Eduard           |                  |                  | Ricard II        | Ricard II        | Ricard II  | Ricard II | Ricard II | Ricard II |  |  | Felipa Plantagenet | Felipa Plantagenet | Felipa Plantagenet | Felipa Plantagenet | Felipa Plantagenet | Felipa Plantagenet |  |  | Enric IV     | Enric IV     | Enric IV         | Enric IV         | Enric IV         | Enric IV         |                  |                  | Eduard de Norwich | Eduard de Norwich | Eduard de Norwich | Eduard de Norwich | Eduard de Norwich | Eduard de Norwich |                   |                   | Ricard de Conisburgh | Ricard de Conisburgh | Ricard de Conisburgh | Ricard de Conisburgh | Ricard de Conisburgh | Ricard de Conisburgh |                      |                      |  |  |  |  |  |  |  |  |  |  |  |  |  |  |  |  |  |  |  |  |  |  |  |  |  |  |  |  |  |  |  |  |  |  |
|  |  | Eduard | Eduard | Eduard | Eduard | Eduard           | Eduard           |                  |                  | Ricard II        | Ricard II        | Ricard II  | Ricard II | Ricard II | Ricard II |  |  | Felipa Plantagenet | Felipa Plantagenet | Felipa Plantagenet | Felipa Plantagenet | Felipa Plantagenet | Felipa Plantagenet |  |  | Enric IV     | Enric IV     | Enric IV         | Enric IV         | Enric IV         | Enric IV         |                  |                  | Eduard de Norwich | Eduard de Norwich | Eduard de Norwich | Eduard de Norwich | Eduard de Norwich | Eduard de Norwich |                   |                   | Ricard de Conisburgh | Ricard de Conisburgh | Ricard de Conisburgh | Ricard de Conisburgh | Ricard de Conisburgh | Ricard de Conisburgh |                      |                      |  |  |  |  |  |  |  |  |  |  |  |  |  |  |  |  |  |  |  |  |  |  |  |  |  |  |  |  |  |  |  |  |  |  |
|  |  |        |        |        |        |                  |                  |                  |                  |                  |                  |            |           |           |           |  |  | Els Mortimer       | Els Mortimer       | Els Mortimer       | Els Mortimer       | Els Mortimer       | Els Mortimer       |  |  | Enric V      | Enric V      | Enric V          | Enric V          | Enric V          | Enric V          |                  |                  |                   |                   |                   |                   |                   |                   |                   |                   | Ricard Plantagenet   | Ricard Plantagenet   | Ricard Plantagenet   | Ricard Plantagenet   | Ricard Plantagenet   | Ricard Plantagenet   |                      |                      |  |  |  |  |  |  |  |  |  |  |  |  |  |  |  |  |  |  |  |  |  |  |  |  |  |  |  |  |  |  |  |  |  |  |
|  |  |        |        |        |        |                  |                  |                  |                  |                  |                  |            |           |           |           |  |  | Els Mortimer       | Els Mortimer       | Els Mortimer       | Els Mortimer       | Els Mortimer       | Els Mortimer       |  |  | Enric V      | Enric V      | Enric V          | Enric V          | Enric V          | Enric V          |                  |                  |                   |                   |                   |                   |                   |                   |                   |                   | Ricard Plantagenet   | Ricard Plantagenet   | Ricard Plantagenet   | Ricard Plantagenet   | Ricard Plantagenet   | Ricard Plantagenet   |                      |                      |  |  |  |  |  |  |  |  |  |  |  |  |  |  |  |  |  |  |  |  |  |  |  |  |  |  |  |  |  |  |  |  |  |  |
|  |  |        |        |        |        |                  |                  |                  |                  |                  |                  |            |           |           |           |  |  |                    |                    |                    |                    |                    |                    |  |  |              |              |                  |                  |                  |                  |                  |                  |                   |                   |                   |                   |                   |                   |                   |                   |                      |                      |                      |                      |                      |                      |                      |                      |  |  |  |  |  |  |  |  |  |  |  |  |  |  |  |  |  |  |  |  |  |  |  |  |  |  |  |  |  |  |  |  |  |  |
|  |  |        |        |        |        |                  |                  |                  |                  |                  |                  |            |           |           |           |  |  |                    |                    |                    |                    |                    |                    |  |  | Enric VI     | Enric VI     | Enric VI         | Enric VI         | Enric VI         | Enric VI         |                  |                  |                   |                   | Eduard IV         | Eduard IV         | Eduard IV         | Eduard IV         | Eduard IV         | Eduard IV         |                      |                      | Ricard III           | Ricard III           | Ricard III           | Ricard III           | Ricard III           | Ricard III           |  |  |  |  |  |  |  |  |  |  |  |  |  |  |  |  |  |  |  |  |  |  |  |  |  |  |  |  |  |  |  |  |  |  |
|  |  |        |        |        |        |                  |                  |                  |                  |                  |                  |            |           |           |           |  |  |                    |                    |                    |                    |                    |                    |  |  | Enric VI     | Enric VI     | Enric VI         | Enric VI         | Enric VI         | Enric VI         |                  |                  |                   |                   | Eduard IV         | Eduard IV         | Eduard IV         | Eduard IV         | Eduard IV         | Eduard IV         |                      |                      | Ricard III           | Ricard III           | Ricard III           | Ricard III           | Ricard III           | Ricard III           |  |  |  |  |  |  |  |  |  |  |  |  |  |  |  |  |  |  |  |  |  |  |  |  |  |  |  |  |  |  |  |  |  |  |
|  |  |        |        |        |        |                  |                  |                  |                  |                  |                  |            |           |           |           |  |  |                    |                    |                    |                    |                    |                    |  |  |              |              |                  |                  |                  |                  |                  |                  |                   |                   |                   |                   |                   |                   |                   |                   |                      |                      |                      |                      |                      |                      |                      |                      |  |  |  |  |  |  |  |  |  |  |  |  |  |  |  |  |  |  |  |  |  |  |  |  |  |  |  |  |  |  |  |  |  |  |
|  |  |        |        |        |        |                  |                  |                  |                  |                  |                  |            |           |           |           |  |  |                    |                    |                    |                    |                    |                    |  |  |              |              | Elisabet de York | Elisabet de York | Elisabet de York | Elisabet de York | Elisabet de York | Elisabet de York |                   |                   | Eduard V          | Eduard V          | Eduard V          | Eduard V          | Eduard V          | Eduard V          |                      |                      | Ricard de Shrewsbury | Ricard de Shrewsbury | Ricard de Shrewsbury | Ricard de Shrewsbury | Ricard de Shrewsbury | Ricard de Shrewsbury |  |  |  |  |  |  |  |  |  |  |  |  |  |  |  |  |  |  |  |  |  |  |  |  |  |  |  |  |  |  |  |  |  |  |

Els membres de la Casa de Lancaster estan marcats en vermell, mentre que els de la Casa de York apareixen en blau. Tot i que els Lancaster descendien d'un tercer fill i els de York d'un quart, que Enric IV hagués pres el tron per davant dels Mortimer, i que Ricard de Conisburgh s'hagués casat amb l'hereva d'aquests, complicava la successió.